# Envisat
Envisat (Environmental Satellite cioè satellite ambientale) è un satellite sviluppato dall'Agenzia Spaziale Europea (ESA) per controllare l'ambiente terrestre nel suo complesso. Le sue dimensioni sono di 25 m × 7 m × 10 m (pannello solare compreso) e la massa è di 8050 kg. Per dimensioni è paragonabile ad un autobus.
Lanciato il 1º marzo 2002 alle 1:07:59 UTC con un Ariane 5, è stato posizionato in un'orbita polare sincrona con il Sole ad un'altezza di 790 km (±10 km) da terra. Orbitava intorno alla Terra in 101 minuti effettuando un ciclo completo in 35 giorni.
La durata inizialmente prevista della missione era di 5 anni.
Nel 2010, dopo 8 anni di servizio, la sua orbita era stata modificata per allungare la sua operatività di altri 3 anni.
L'8 aprile 2012 le comunicazioni si sono interrotte bruscamente e il satellite, sebbene secondo l'ESA si trovi ancora in un'orbita stabile, non ha più comunicato i dati rilevati alle stazioni a terra. Il 9 maggio 2012 l'ESA ha dichiarato ufficialmente la fine della missione.

## Le osservazioni
Envisat trasportava una schiera di nove strumenti per l'osservazione di parametri ambientali, che coprivano ogni ambiente della Terra (acqua, terra, ghiaccio e atmosfera) utilizzando diversi metodi di misura.
Molti di questi strumenti sono delle versioni avanzate degli strumenti montati a bordo delle precedenti sonde ERS-1, ERS-2 e di altre sonde.
- AATSR (Advanced Along Track Scanning Radiometer) misura la temperatura della superficie del mare

Immagine radar dell'Appennino tosco-emiliano realizzata con ASAR. (Foto: ESA)

- ASAR (Advanced Synthetic Aperture Radar) rileva variazioni di quota delle superfici
- DORIS (Doppler) viene utilizzato per determinare con una precisione di 10 cm la posizione del satellite e la sua orbita
- GOMOS (Global Ozone Monitoring by Occultation of Stars) controlla il colore delle stelle che abbassandosi nell'atmosfera cambiano e dalla variazione di colore determina la presenza di gas come l'ozono (O3) e permette per la prima volta una misura della distribuzione verticale del gas nell'atmosfera.

Concentrazione di NO_{2} rilevata da SCIAMACHY. (Foto: ESA, Università di Heidelberg)

- MIPAS (Michelson Interferometer for Passive Atmospheric Sounding) è uno spettrometro a trasformata di Fourier in grado di misurare l'emissione termica dell'atmosfera terrestre nella regione spettrale del medio infrarosso (da 685 a 2410 cm−1) secondo la tecnica di scansione del lembo, a quote tra 6 e 68 km.
- MERIS (MEdium Resolution Imaging Spectrometer) produce immagini bidimensionali utilizzando uno spettrometro a 15 bande
- MWR (Microwave Radiometer) per misurare il vapore acqueo nell'atmosfera terrestre e per correggere l'altimetro.
- RA-2 (Radar Altimeter 2) è un radar utilizzante due frequenze, la Banda S e la Banda Ku per misurare la topografia dell'oceano, per misurare/controllare il ghiaccio nel mare e le terre emerse.
- SCIAMACHY (SCanning Imaging Absorption SpectroMeter for Atmospheric CHartographY) compara la luce ricevuta dal Sole con la luce riflessa dalla Terra, fornendo informazioni sull'atmosfera che è stata attraversata dalla luce solare.

Nel marzo del 2007 grazie a tre anni di analisi dello strumento SCIAMACHY gli scienziati ESA hanno prodotto i primi filmati che mostrano la distribuzione dell'anidride carbonica e del metano. I dati ottenuti hanno dimostrato che i modelli di produzione del metano sottostimavano la produzione del gas e i dati del satellite sono stati utilizzate per regolare i modelli al fine di ridurne l'errore.